# Fireball (песня Pitbull)
«Fireball» — это песня американского рэпера Питбуля при участии американского певца Джона Райана. Сингл был выпущен 23 июля 2014 года как второй релиз с восьмого студийного альбома Питбуля — «Globalization»

## Музыкальное видео
По данным Variety, музыкальное видео для песни включает в себя «цифровой коллаж» с интернет-звездами Дженной Марблс (у которой есть большое количество подписчиков на ее комедийном канале YouTube и ведущая программу YouTube 15 weekly на SiriusXM, и которая ранее сделала пародийное видео на Питбуля), Бартом Бейкером (создателем популярных музыкальных пародий, включая одну из них на Питбуля) и Бриттани Ферлан (самой последовательной женской видеозвездой на Vine до закрытия Vine). Все трое появляются в официальном видео «Fireball». Сотрудничество Питбуля с Марблс, Бейкером, и Фурлан был при посредничестве компании Endemol Beyond USA.
Сюжет
Видео начинается с того, что Питбуль выходит из машины и входит в клуб. На видео показаны люди, танцующие в черно-белом цвете, и люди, дышащие огнем, а также Марблс и Бейкер, танцующие рядом с Питбулем. Питбуль видит женщину (Алехандра Эспиноса), спускающуюся по лестнице, и, когда она входит в главную комнату, видео становится цветным. Эта женщина очень похожа на Джессику Рэббит. Многие мужчины (обычно с женщинами) смотрят на нее. Она подходит к Питбулю, они идут в гримерку и страстно целуются. Затем видео заканчивается тем, что Питбуль и девушка покидают клуб на его машине.

## Коммерческие показатели
Песня достигла 23-го места в американском чарте Billboard Hot 100. По состоянию на январь 2015 года сингл разошелся тиражом в 1 миллион экземпляров в США. Он был сертифицирован золотым в Канаде и Австралии.

## В популярной культуре
Песня была показана в трейлере и телевизионных роликах Aardman Animations «Барашек Шон». Сингл также был показан в телевизионных роликах для Walt Disney Animation Studios «Зверополис» и в фильмах Sony Pictures Animations «Эмоджи фильм» и «Angry Birds 2 в кино».
Песня была использована для дебютного номера Мисс Земля 2014.
Начиная с сезона 2015 года, эта песня звучит каждый раз, когда игрок Колорадо Рокиз попадает на хоум-ран в Курс-филд.
Песня была показана в пилотном эпизоде телесериале Улов.
Он также был кратко услышан в фильме Blue Sky Studios Ice Age: Collision Course.

## Чарты
| Чарт (2014-15)                                       | Наивысшая позиция |
| ---------------------------------------------------- | ----------------- |
| Австралия (ARIA)                                     | 26                |
| Австрия (Ö3 Austria Top 40)                          | 12                |
| Бельгия/Фландрия (Ultratop 50)                       | 5                 |
| Бельгия/Валлония (Ultratop 50)                       | 11                |
| Канада (Billboard Canadian Hot 100)                  | 16                |
| Chile (Top 20 Chart)                                 | 5                 |
| Colombia (National-Report)                           | 20                |
| Чехия (Singles Digitál Top 100)                      | 23                |
| Europe (Billboard Euro Digital Songs)                | 8                 |
| Финляндия (Suomen virallinen lista)                  | 9                 |
| Франция (SNEP)                                       | 114               |
| Германия (GfK)                                       | 22                |
| Венгрия (Dance Top 40)                               | 19                |
| Ирландия (IRMA)                                      | 66                |
| Lebanon (The Official Lebanese Top 20)               | 12                |
| Люксембург (Billboard Luxembourg Digital Song Sales) | 7                 |
| Нидерланды (Dutch Top 40)                            | 1                 |
| Нидерланды (Single Top 100)                          | 1                 |
| Польша (Polish Airplay Top 100)                      | 15                |
| Польша (Dance Top 50)                                | 2                 |
| Poland (Polish Airplay New)                          | 5                 |
| Шотландия (OCC Scotland)                             | 23                |
| Словакия (Singles Digitál Top 100)                   | 18                |
| Slovenia (SloTop50)                                  | 8                 |
| ЮАР (EMA)                                            | 9                 |
| Испания (PROMUSICAE)                                 | 6                 |
| Швеция (Sverigetopplistan)                           | 47                |
| Швейцария (Schweizer Hitparade)                      | 51                |
| UK Singles (Official Charts Company)                 | 49                |
| США (Billboard Hot 100)                              | 23                |
| США (Billboard Hot Rap Songs)                        | 4                 |
| США (Billboard Dance Club Songs)                     | 35                |
| США (Billboard Latin Airplay)                        | 14                |
| США (Billboard Latin Pop Airplay)                    | 6                 |
| США (Billboard Pop Airplay)                          | 17                |
| США (Billboard Rhythmic)                             | 31                |

| Чарт (2014)                  | Наивысшая позиция |
| ---------------------------- | ----------------- |
| Belgium (Ultratop Flanders)  | 60                |
| Canada (Canadian Hot 100)    | 74                |
| Netherlands (Dutch Top 40)   | 20                |
| Netherlands (Single Top 100) | 10                |

| Чарт (2015)            | Наивысшая позиция |
| ---------------------- | ----------------- |
| Hungary (Dance Top 40) | 63                |
| Slovenia (SloTop50)    | 50                |

## Сертификации
| Регион | Сертификация  | Продажи   |
| --- | ------------- | --------- |
| Австралия (ARIA) | Золотой       | 35 000^   |
| Канада (Music Canada) | Платиновый    | 80 000*   |
| Дания (IFPI Danmark) | Золотой       | 45 000    |
| Италия (FIMI) | Платиновый    | 50 000    |
| Испания (PROMUSICAE) | Платиновый    | 40 000    |
| Великобритания (BPI) | Платиновый    | 600 000   |
| США (RIAA) | 2× Платиновый | 1,000,000 |
| * Данные о продажах приведены только на основе сертификации. · ^ Данные о тиражах приведены только на основе сертификации. · Данные о продажах + прослушиваниях приведены только на основе сертификации. |               |           |